# Ishio Ryoga
Ryoga Ishio (sinh ngày 18 tháng 5 năm 2000) là một cầu thủ bóng đá người Nhật Bản.

## Sự nghiệp câu lạc bộ
Ryoga Ishio đã từng chơi cho Cerezo Osaka.